# Testa di Cristo
La Testa di Cristo è un disegno a gessetto e pastello su carta (40x32 cm) di Leonardo da Vinci, databile al 1494 circa e conservato nella Pinacoteca di Brera. Si tratta di uno studio per la celebre Ultima Cena.

## Descrizione e stile
Nonostante le cattive condizioni di conservazione, l'opera è in genere accettata come autografa di Leonardo, sebbene alterata da un tratteggio posteriore che ha evidenziato e semplificato le linee essenziali del volto e della capigliatura. Ciò fu dovuto al lavoro di un allievo o a circostanze legate alla preparazione del cartone e al disegno dello schema preparatorio sul muro.
Rispetto al Cristo al centro del Cenacolo si notano alcune differenze, quali la testa china verso destra, gli occhi chiusi, le guance leggermente arrossate, le labbra chiuse. Nella versione definitiva invece Gesù ha le labbra dischiuse, come se avesse appena pronunciato "Uno di voi mi tradirà".